# Мартинес, Кристиан (мексиканский футболист)
Кристиан Мартинес Седильо (исп. Christian Martínez Cedillo; родился 16 октября 1979 года в Мехико) — мексиканский футболист, выступавший на позиции вратаря. Известен по выступлениям за клубы «Монтеррей», «Эстудиантес Текос», «Леон» и сборную Мексики.

## Клубная карьера
Мартинес — воспитанник футбольной академии столичной «Америки». 12 сентября 1999 года в матче против «Гвадалахары» он дебютировал в мексиканской Примере, заменив по ходу матча, получившего травму Адольфо Риоса. Кристиан проиграл конкуренцию своему оппоненту и в 2000 году был отдан в аренду «Пуэбле». В новом клубе Мартинес снова довольствовался ролью запасного. В январе 2001 года он уехал в полугодовую аренду в «Некаксу», но так и не сыграл ни одного матча. Летом того же года он вновь вернулся в «Пуэблу», где был основным вратарем до окончания срока аренды. В середине 2003 года Мартинес был отдан в аренду в «Сан-Луис». В новом клубе он первые полгода был резервистом Эдмундо Риоса. Во второй половине сезона Кристиан отыграл первым номером, но команда вылетела во второй дивизион.
Летом 2004 года Мартинес перешёл в «Монтеррей», где тренер Мигель Эррера сделал его основным вратарем. В своем первом сезоне Кристиан стал вице-чемпионом. Спустя год в Апертуре 2005 он повторил свой успех. Через четыре сезона Мартинес начал проигрывать конкуренцию Хонатану Ороско. В январе 2010 года в поисках игровой практики он уехал в аренду в «Индиос», где он провел полгода в качестве основного вратаря. 25 января в матче против «Сантос Лагуна» Кристиан дебютировал в новой команде.
Летом 2010 года Кристиан перешёл в «Эстудиантес Текос». 1 августа в матче против своей бывшей команды «Монтеррей» он дебютировал в новом клубе.
Летом 2012 года Мартинес перешёл в вышедший в Примеру «Леон», на правах аренды. 14 октября в матче против «УАНЛ Тигрес» он дебютировал в новом клубе. По окончании аренды Кристиан подписал контракт со «львами» на постоянной основе. В составе «Леона» Мартинес дважды выиграл чемпионат Мексики.

## Международная карьера
В 1999 году Мартинес в составе молодёжной сборной страны представлял Мексику на молодёжном Чемпионате Мира в Нигерии. Он был основным вратарем команды и принял участие во всех пяти матчах турнира, дойдя до 1/4 финала.
9 января 2000 года в товарищеском матче против сборной Ирана Кристиан дебютировал в сборной Мексики. Через несколько недель он был включен в заявку страны на участие в Золотом Кубке КОНКАКАФ. На турнире Мартинес принял участие в матче против Гватемалы, являясь дублером Оскара Переса.

## Достижения
Командные
 «Леон»
- Чемпионат Мексики по футболу — Апертура 2013
- Чемпионат Мексики по футболу — Клаусура 2014